# صوفيا سمتر
صوفيا سمتر (بالإنجليزية: Sofia Samatar )(ولدت في 24 أكتوبر 1971) هي مربية، شاعرة وكاتبة أمريكية صومالية. كما أنها أستاذة لغة إنجليزية مساعدة في جامعة ولاية كاليفورنيا، جزر القنال. و عملت محررة قصصية وشعرية في Interfictions: A Journal of Interstitial Arts. في عام 2013، نشرت رواية الفانتازيا غريب في أولوندريا (A Stranger in Olondria).

## الحياة الشخصية
ولدت سمتر في عام 1971 في قرية صغيرة في إنديانا الشمالية، الولايات المتحدة. أبوها، سعيد الشيخ سمتر، باحث صومالي بارز، مؤرخ وكاتب. أمها مينوناتية سويسرية ألمانية من داكوتا الشمالية. التقى والدا صوفيا عام 1970 في مقديشو، الصومال، عندما كانت تدرس والدتها الإنجليزية. لديها أخ، اسمه ديل ساماتار.
خلال ترعرعها، عاشت سمتر في أماكن مختلفة حول العالم. التحقت بثانوية مينوناتية. في دراستها بعد الثانوية، درست في جامعة غوشين في غوشين، إنديانا. تخرجت من المؤسسة عام 1994 مع باشلور فنون في الإنجليزية. في عام 1997، حصلت سمتر على درجة ماستر في اللغات الأفريقية والأدب الأفريقي من جامعة ويسكونسن-ماديسون، ماديسون، ويسكونسن. أتمت بعد ذلك دكتوراه في الفلسفة عام 2013، في مؤسسة لنفس المجال، مع تخصص في الأدب العربي المعاصر. كتبت أطروحتها على الروائي السوداني الطيب صالح.
سمتر متزوجة من الكاتب الأمريكي كيث ميلر. أنجبا طفلين، إيزابيل ودومينيك.
تتحدث سمتر بعدة لغات، منها العربية و الإنجليزية. إضافة لذلك، تعلمت اللغة السواحلية في الجامعة، كما أخذت بعضا من الزاندية خلال تدريسها في السودان.